# 平妃 (康熙帝)
平妃（へいひ、? - 1696年7月18日）は、清の康熙帝の側室。満洲正黄旗の出身。姓はヘシェリ（赫舎里）氏（Hešeri hala）。

## 経歴
孝誠仁皇后の妹。ソニンの孫娘、重臣ソンゴトゥの姪にあたる。
幼いうちに将来の妃嬪として後宮に入った。息子を1人産んだが、夭折した。康熙35年6月20日（1696年7月18日）、亡くなった。 7日後、平妃の諡号を贈られた。

## 男子
- 胤禨（1691年生没）

## 伝記資料
- 『清聖祖実録』
- 『清史稿』